# Hey! みんな元気かい?
「Hey! みんな元気かい?」（ヘイ!みんなげんきかい?）は、KinKi Kidsの13枚目のシングル。2001年11月14日発売。発売元はジャニーズ・エンタテイメント。

## 解説
初回盤には本作「Hey! みんな元気かい?」が主題歌にもなっている堂本剛主演ドラマ『ガッコの先生』の挿入歌「見上げてごらん夜の星を」が収録されているため、初回盤はこのボーナストラックを含め5曲と、過去最多の収録曲数になっている。

## チャート成績
オリコン週間ランキングで、初週26.0万枚を売り上げ、初登場1位を獲得した。CD累計売上は41.8万枚（オリコン調べ）を記録した。

## 収録曲

### 初回盤
1. Hey! みんな元気かい?
（作詞・作曲：YO-KING / 編曲：F.L.P）
堂本剛主演のテレビドラマ『ガッコの先生』主題歌。
作詞・作曲に真心ブラザーズの倉持陽一（YO-KING）を起用。YO-KINGは自身のアルバム『IT'S MY ROCK'N'ROLL』にてセルフカバーしている。
PVはストーリー仕立てになっており、ストーリーに関係した効果音やセリフが含まれている。剛がヤクザ、光一は泥棒役を演じており、最後には剛と光一の演奏が終わりギターを持ったままの剛が同じくギターを持ったまま後ろを向いている光一を拳銃で撃つオチ、という従来のKinKi KidsのPVにはないストーリー性のあるものとなっている。
剛のソロ1stアルバム『ROSSO E AZZURRO』の初回限定盤に、剛のカバー曲がボーナストラックとして収録されている。
出版：日音&ブライト・ノート・ミュージック
2. 愛のかたまり
（作詞：堂本剛 / 作曲：堂本光一 / 編曲：吉田建）
堂本剛・堂本光一出演の森永製菓『ダース』CMソング。
出版：ブライト・ノート・ミュージック
3. Hey! みんな元気かい? (Instrumental)
4. 愛のかたまり (Instrumental)
5. 見上げてごらん夜の星を (Bonus Track)
（作詞：永六輔 / 作曲：いずみたく / 編曲：林部直樹）
先述の『ガッコの先生』挿入歌。
剛のソロ曲。 伊藤素道とリリオ・リズム・エアーズの楽曲のカバー。現在でも数々のアーティストにカバーされている。アコースティック・ギターを主とした曲調になっている。
なお、同時並行でドラマ挿入歌に使用されていた、同じく坂本九のカバー「ともだち」および「涙くんさよなら」の2曲はCD化にはいたらなかった。
出版：オールスタッフ

### 通常盤
1. Hey! みんな元気かい?
2. 愛のかたまり
3. Hey! みんな元気かい? (Instrumental)
4. 愛のかたまり (Instrumental)

## 参加ミュージシャン
※クレジットは『KinKi Single Selection II』より
| Hey! みんな元気かい? - Arrange: F.L.P - Guitar：コンダキヨト、林部直樹 - Bass: 種子田健 - Drums & Percussion: 成田昭彦 - Programing, Keyboards & Tenor Saxophone: 金子隆博 - Trumpet：小林太、下神竜哉 - Alto Saxophone: 織田浩司 - Trombone：河合わかば - Chorus: 堂本光一 | 愛のかたまり - Arrange, Programming & Bass: 吉田建 - Guiter：土方隆行 - Keyboards: 富樫春生 - Keyboards Operator: 鈴木直樹 - Chorus：堂本光一、坂井利衣子、真城めぐみ |

## 収録アルバム
- Hey! みんな元気かい?
  - F album
  - KinKi Single Selection II
  - The BEST
- 愛のかたまり
  - F album（アコースティック・バージョン）
  - KinKi Single Selection II
  - 39
  - M album（通常盤のみ）（セルフカバー・バージョン）
  - Ballad Selection（M albumバージョン）

## 映像作品
- Hey! みんな元気かい?
  - KinKi Kids Dome F Concert 〜Fun Fan Forever〜
  - KinKi KISS2 Single Selection
  - KinKi Kids Dome Tour 2004-2005 -Font De Anniversary.-
  - KinKi you DVD
  - K album（初回限定盤）
  - The BEST（初回限定盤）
  - P album（初回盤A）

- 愛のかたまり
  - KinKi Kids Dome Tour 2004-2005 -Font De Anniversary.-
  - 39（初回限定盤）
  - Ø（初回限定盤）
  - We are Øn' 39!! and U? KinKi Kids Live in DOME 07-08
  - KinKi you DVD
  - KinKi Kids 2010-2011 〜君も堂本FAMILY〜
  - KinKi Kids Concert -Thank you for 15years- 2012-2013
  - KinKi Kids Concert 2013-2014「L」
  - KinKi Kids Concert 「Memories & Moments」
  - 2015-2016 Concert KinKi Kids
  - We are KinKi Kids Dome Concert 2016-2017 TSUYOSHI & YOU & KOICHI
  - MTV Unplugged: KinKi Kids
  - KinKi Kids CONCERT 20.2.21 -Everything happens for a reason-
  - KinKi Kids Concert Tour 2019-2020 ThanKs 2 YOU
  - KinKi Kids O正月コンサート2021
  - KinKi Kids Concert 2022-2023 24451〜The Story of Us〜
  - P album（初回盤A）
  - KinKi Kids Concert 2023-2024 〜Promise Place〜
  - 39 Very much